# Веселье

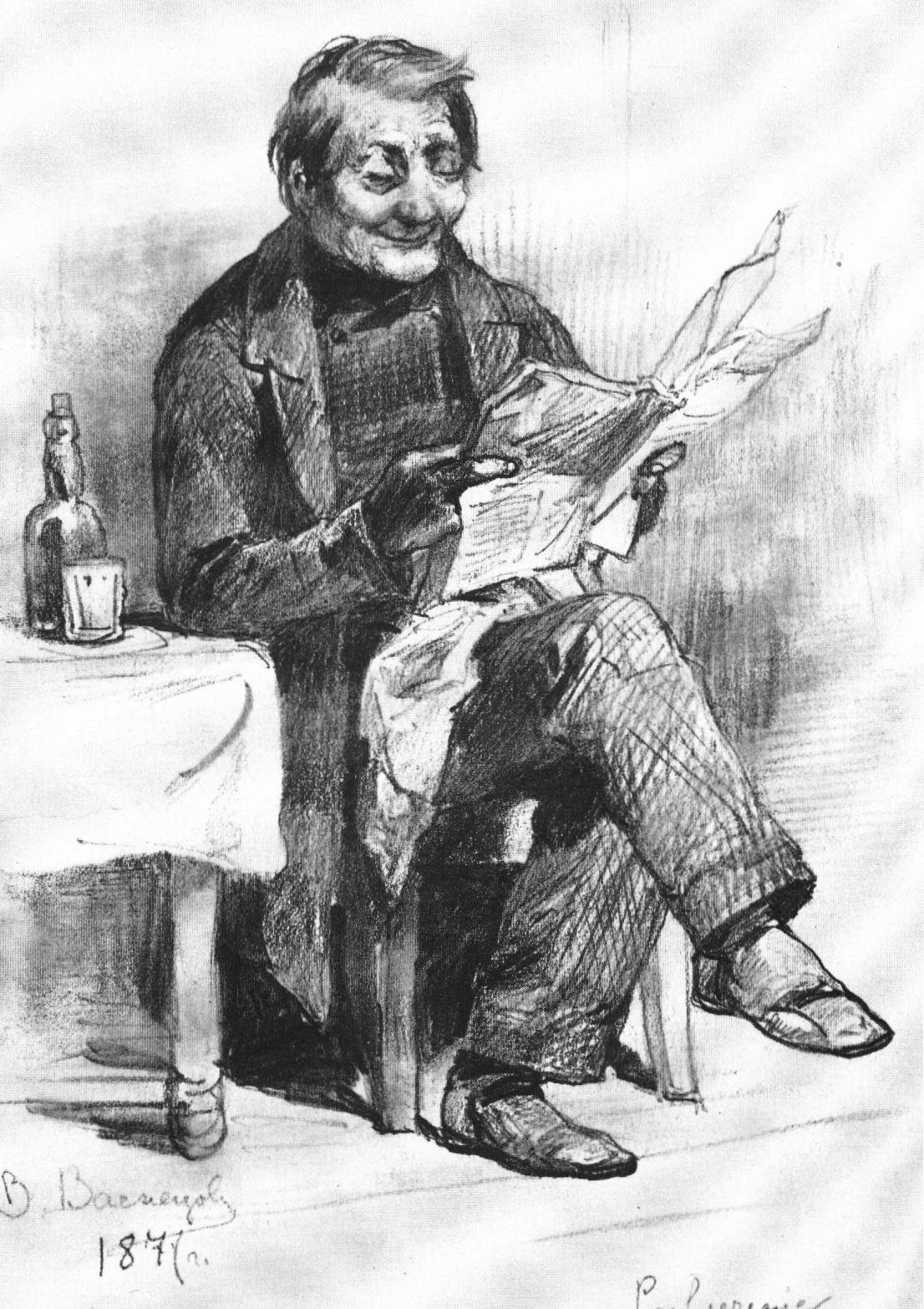
Развлечение, Виктор Васнецов

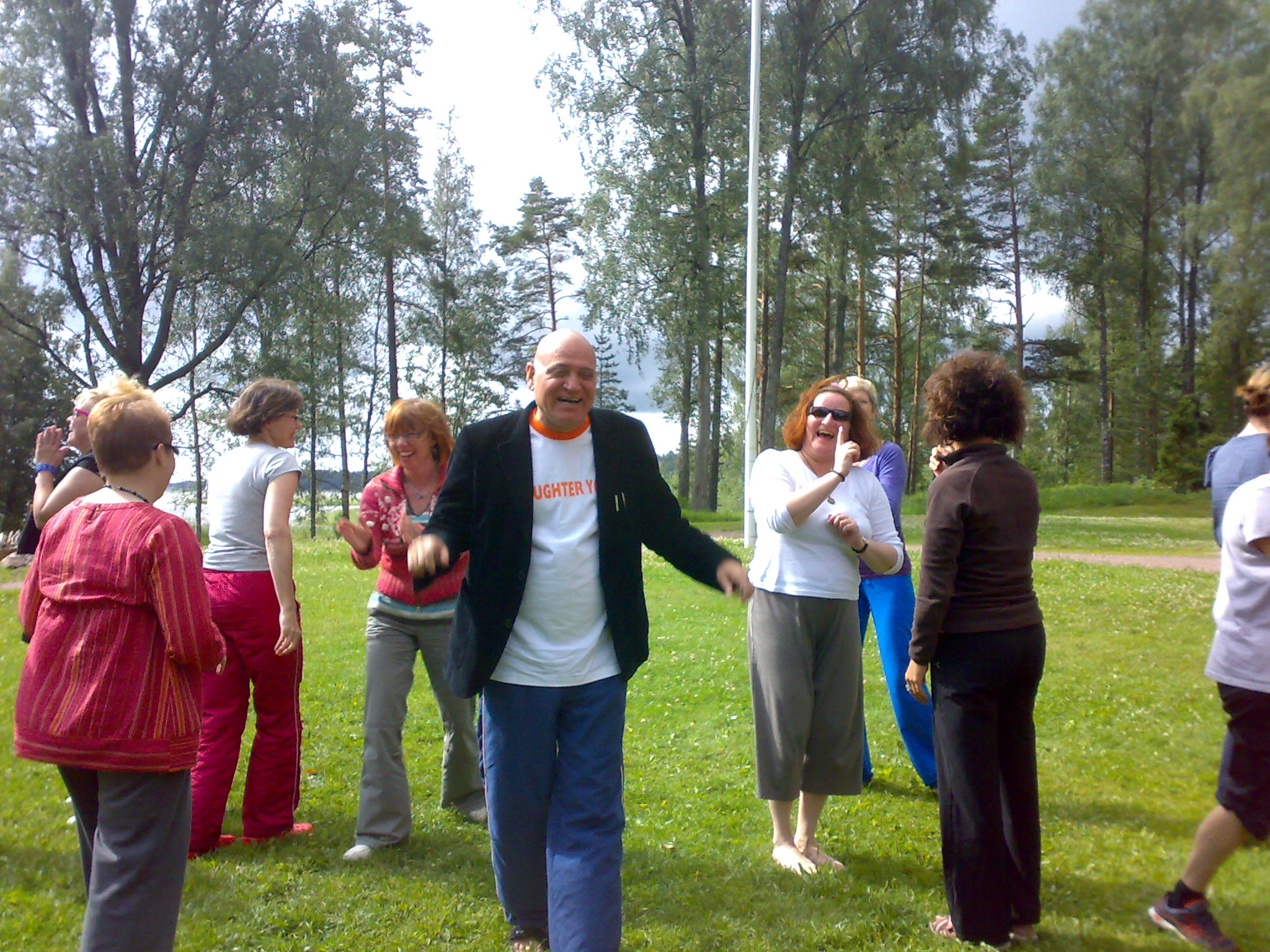
Люди, занимающиеся смехотерапией

Весе́лье — одна из эмоций, весёлое и радостное настроение, которое выражается в смехе, бесцельных движениях, общей подвижности (восклицаниях, хлопаниях в ладоши и т. п.).
Смех у человека начинается вдыханием, за которым следуют короткие спазматические сокращения груди, грудобрюшной преграды и мышц живота, при хохоте всё тело откидывается назад и трясётся, рот широко раскрыт, углы губ оттягиваются назад и вверх вследствие действия больших скуловых мышц, верхняя губа приподнимается, лицо и вся голова наливается кровью, круговые мускулы глаз судорожно сокращаются. Нос кажется укороченным, глаза блестят, при сильном смехе появляются слёзы.
Выражение весёлого настроения может возникнуть как безусловный рефлекс — в силу телесных органических ощущений. Дети и молодые люди часто смеются без всякого повода в силу положительного тона органических ощущений, говорящих о благополучном состоянии организма. У молодых, здоровых людей часто приятный запах также вызывают лёгкую улыбку. Не только внешние раздражители вызывают реакцию веселья и радости, но и соответствующие представления находят своё выражение в рефлексе смеха.

## Механизм происхождения
Августин Аврелий называл веселье (laetitia: ср. Летиция) благой страстью. 
На данный момент не существует общего согласия по поводу истоков происхождения и цели возникновения веселья. Исследования этого феномена лежат в плоскости таких наук как психология, физиология и социология. Более того, механизм, вызывающий отношение к тому или иному объекту или явлению (картинке, звуку, поведению и т. п.) как к смешному и вызывающему веселье, точно не известен. 
Однако существуют гипотезы, которые пытаются объяснить механизм возникновения веселья как эволюционно выгодную стратегию поведения. Для наших предков, объединения в группы существенно увеличивало шансы на выживание и произведение потомства. Общий смех помогал нашим предкам определять границы для образования групп по принципу «свой-чужой», создавая ощущения общности и единства, а следовательно безопасности и стабильности. Также, смех играл роль границы между группами (одним смешно, другим — нет). При этом, смех являлся подкрепляющим фактором социального взаимодействия внутри самой группы, а также индикатором социального одобрения поведения отдельных членов группы, которые постоянно корректировали своё поведение, чтобы максимизировать это одобрение.
Социологи придерживаются мнения, что в процессе социализации происходит усвоение моделей поведения, присущих определенным эмоциональным порывам, в том числе и веселью [страница не указана 713 дней].